# Limited Capacity Model of Motivated Mediated Message Processing
Das Limited Capacity Model of Motivated Mediated Message Processing (LC4MP) ist eine wissenschaftliche Theorie von Annie Lang. Es nimmt an, dass Menschen eine limitierte Kapazität für die kognitive Informationsverarbeitung haben, weil sie nur so viel Energie bei der Rezeption einsetzen, wie nötig. Die Grundannahme der Theorie beinhaltet drei kognitive Prozesse: die Encodierung, die Speicherung und den Informationsabruf. Auf diese verteilen sich die mentalen Ressourcen eines Menschen.

## Limited-Capacity-Theorie
Die Allokation der mentalen Ressourcen kann rezipientengesteuert sein, wenn eine Information für den Rezipienten interessant oder wichtig erscheint, oder sie kann unbewusst bzw. automatisch sein, z. B. durch Orientierungsreflexe oder durch emotionale/erregende Stimuli. Wird die Ressourcenallokation durch einen Orientierungsreflex beeinflusst, so wird automatisch Encodierungsenergie verbraucht.
Werden besonders viele Ressourcen für einen der drei kognitiven Subprozesse verwendet, so sind weniger für die anderen beiden verfügbar.

## Encodierung, Speicherung und Informationsabruf
Das Limited-Capacity-Modell setzt drei Subprozesse der Informationsverarbeitung voraus, auf die die mentale Energie verteilt wird.
1. Encodierung: Dies ist der Prozess, in dem Umweltreize aufgenommen und im Arbeitsspeicher weiterverarbeitet werden. Um die Encodierung angeeigneter mentaler Ressourcen zu messen, wird ein Recognition-Test verwendet, in dem Rezipienten Medieninhalte in einer Auswahlliste auswählen können. Wiedererkannte Inhalte gelten als encodiert.
2. Speicherung: Hierbei geht es um die Speicherung von gelernten Inhalten durch die Integration in bereits vorhandenes Wissen im Langzeitgedächtnis. Je gründlicher eine Person während des Abrufens von Wissen nachdenkt, umso leichter kann sie sich an später gespeicherte Informationen erinnern.
3. Informationsabruf: Zum Verstehen eines Inhaltes ist der Rückgriff auf bereits aufgenommene Inhalte und Zusammenhänge von Bedeutung. Aus diesem Grund ist es wichtig, dass Medieninhalte weniger komplex und verwirrend gestaltet sind, damit weniger Energie in den Informationsabruf fließt. Wenn Informationsabrufe erfolgreich sind, also ein schneller Zugriff auf erlerntes Wissen vorhanden ist, dann wird von einer freien Wiedergabe gesprochen.

## Konsequenzen
Mit Hinblick auf die Auswirkungen des Modells kann zusätzlich darauf hingewiesen werden, dass die Nutzung von reizarmen Medieninhalten mit einfachen Stimuli ein besseres und tieferes Verständnis der zu erlernenden Inhalte garantiert, als Medien, die komplex und reizüberflutet sind. Dies liegt darin begründet, dass bei der Nutzung von Einheiten mit einfachen Reizen weniger Energie an die ersten zwei Subprozesse der Encodierung und der Speicherung verloren geht und stattdessen mehr kognitive Ressourcen für den dritten Subprozess, den Informationsabruf, bereitstehen. Dieser ist entscheidend für das Verständnis der Inhalte, indem auf Basis des eigenen Vorwissens Zusammenhänge zwischen bereits erlernten und neuen Inhalten hergestellt werden (Kohärenzbildung).
Ist ein Medieninhalt jedoch zu komplex aufgebaut, besteht die Gefahr des sogenannten Cognitive Overloads, wobei die Gesamtbelastung die kognitiven Ressourcen übersteigt und somit kein Lernprozess stattfinden kann.
Anhand eines Experiments belegte Lang (1995) jene Annahme, indem sie experimentelle Studien untersuchte, in denen einkanalige Inhalte (single channel), die aus rein gesprochenen bzw. gedruckten Nachrichten bestanden, mit mehrkanaligen Inhalten multiple channel redundant, deren Nachrichten zusätzlich Bilder oder Filmmaterial enthielten, verglichen wurden. Aus den Ergebnissen wurde deutlich, dass die mehrkanaligen Inhalte eindeutig stärker wiedererkannt (Subprozess der Encodierung) wurden und die Erinnerung an sie (Subprozess der Speicherung) ebenfalls vorherrschend war. Jedoch konnte der dritte Subprozess, der sich durch die freie Wiedergabe des Lerninhalts auszeichnet, nicht erfüllt werden, woraus man schließen konnte, dass es hier zu keinem Verständnis der Inhalte kam.